# Yihaa

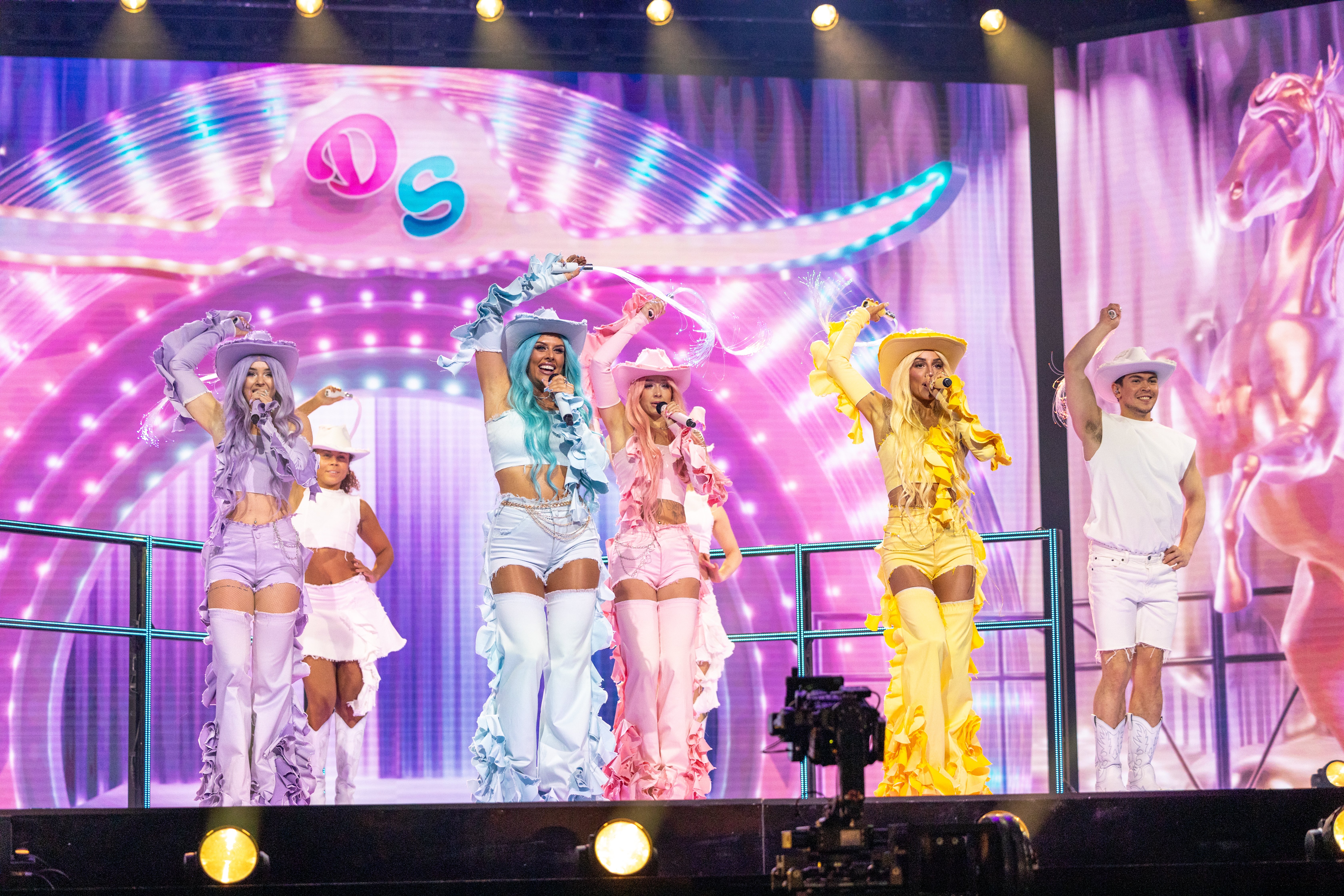
Dolly Style framför låten under deltävling 3 i Västerås.

Yihaa, stiliserat som YIHAA, är en låt framförd av Dolly Style i Melodifestivalen 2025. Låten, som deltog i den tredje deltävlingen, gick via finalkvalet till final där den slutade på en femte plats.
Låten är skriven av Caroline Aronsson, Herman Gardarfve, Patrik Jean, David Lindgren Zacharias, Mikaela Samuelsson och Melanie Wehbe.